# Brackenridgia reddelli
Brackenridgia reddelli är en kräftdjursart som först beskrevs av Albert Vandel 1965.  Brackenridgia reddelli ingår i släktet Brackenridgia och familjen Trichoniscidae. Inga underarter finns listade i Catalogue of Life.